# Metopius uchidai
Metopius uchidai là một loài tò vò trong họ Ichneumonidae.